# Ivonne Reyes
Ivonne Reyes (sinh ngày 8 tháng 10 năm 1967 tại Valencia, Venezuela) là một nữ diễn viên và người dẫn chương trình truyền hình người Venezuela.
Cô bắt đầu làm người mẫu và sau đó cô đến Miami và cuối cùng tới Tây Ban Nha, nơi cô trở thành người nổi tiếng nhờ các chương trình truyền hình như chương trình đố vui El preio justo, hay vở opera xà phòng như Hechizo de Amor hay La verdad de Laura. Cô cũng đã tham gia vào các bộ phim như La sal de la vida và Muchacho solitario. Vào ngày 3 tháng 4 năm 2000, cô có đứa con đầu lòng, Alejandro.
Cô có một đứa con trai sinh tháng 4 năm 2000 mà sau một vụ kiện cha con đã được tuyên bố hợp pháp là con trai của nhà báo Pepe Navarro.
Năm 2007, cô là một thí sinh trong chương trình khiêu vũ Mira quien baila.
Năm 2017, cô là thí sinh trong phiên bản thứ năm của chương trình thực tế Gran Hermano VIP.

## Nữ diễn viên

### truyền hình nhiều tập
- Quién da la vez (1995), Antena 3.
- Este es mi barrio (1996), Antena 3.
- La verdad de Laura (2002), TVE.

### Phim ảnh
- Los pájaros se van con la muerte (2011)
- Ap Apststol (2016)

## Người dẫn chương trình truyền hình
- El preio justo (1991-1992), TVE, với Joaquín Prat.
- Todo por la pasta (1993), Antena 3, với Sancho Gracia.
- La batalla de las estrellas (1993-1994), Telecinco, với Bertín Osborne.
- Ta tocao (1994), Antena 3.
- El gran juego de la oca (1994-1995), Antena 3, với Pepe Navarro.
- La noche prohibida (1996), Antena 3, với Jose Coronado và Enrique del Pozo.
- El verano de tu vida (2005), TVE, với Jorge Fernández và Miguel Nadal.
- ¡Hagamos el humor! (2005), Canal Sur, với Guillermo Summers.
- Verano de campeones (2007), Antena 3
- Tensión sin límite (2011), Veo Televisión